# 2313 Aruna
2313 Aruna este un asteroid din centura principală, descoperit pe 15 octombrie 1976 de Henry Giclas.